# Hans Multscher

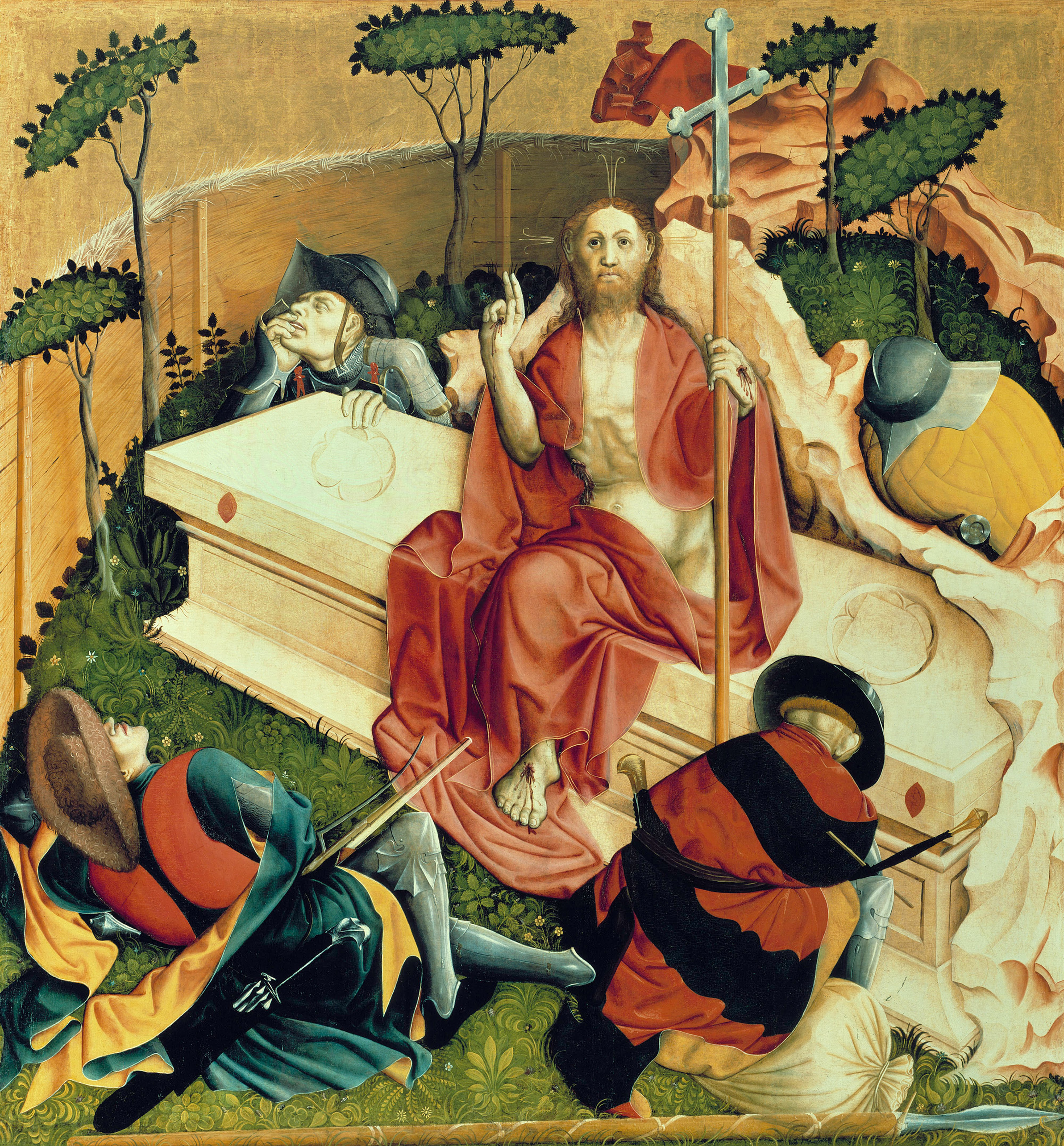
Kristi uppståndelse, Gemäldegalerie Berlin.

Hans Multscher, född omkring 1400, död 1467, var en tysk konstnär.

## Biografi
Multscher var en av den schwabiska skolans främsta mästare, mestadels verksam i Ulm. Han utförde altarverk i sten och trä samt även målningar. I sin senare stil visade sig Multscher påverkad av den burgundiska konsten med dess klassicerande hållning. För Ulmer Münster utförde han ett nu till större delen förstört stenaltare, ett altarverk med träfigurer och målningar, beställt för Sterzings Vårfrukyrka finns numera i museet där. Andra verk finns i Rottweil (Lorenskapellet där) och i Berlin. Åskilliga arbeten i Multschers stil tillskrivs numera hans medhjälpare.